# 素晴らしき日常
『素晴らしき日常』（すばらしきにちじょう）は2006年7月19日にリリースされたアンダーグラフのセカンドアルバムである。
アルバムのタイトルは、「何気ないことのなかにもいくらでも素敵な事があるじゃないか」という想いを込めてボーカルの真戸原直人が決めた。ジャケットの絵は油絵で描かれている。
初動売り上げは前作『ゼロへの調和』を大幅に下回ったものの、1週目で4位にチャートインし、シングル・アルバム通して初のトップ5入りを果たした。

## 内容
- 今回のアルバムでは今までの楽曲には使用されていなかった楽器も使用されている。
- インディーズ時代の楽曲が多かった前作とは変わり、全12曲中シングル収録曲を除いた8曲が新曲となっている。
- 3rdシングル「パラダイム」のカップリング「君の日、二月、帰り道」・4thシングル「真面目過ぎる君へ」のカップリング「ユメノセカイ」・5thシングル「ユビサキから世界を」のカップリング「純心サイクル」は未収録であるが、スタジオバージョンの代わりとして初回限定盤には2006年5月28日に行われた『spring tour`06～素晴らしき日々は、何気ない九段下。～』でのライブ音源が収録されたCDが付属している。

## 収録曲解説

### Disc1
1. 五色の虹
キラキラした水の上を走るイメージで作った（本人談）
2. パラダイム
3rdシングル。今までのアンダーグラフを良い意味で変えたいという気持ちで作った（本人談）
3. イーゼル
ピアノ・アコースティックギターなどが使用されている。
4. ユビサキから世界を
5thシングル。行定勲監督による同タイトルの映画が作成された。
映画『ユビサキから世界を』主題歌
5. アナログcpu
6. 遠き日
配信限定シングル。
『私の頭の中の消しゴム』日本語版イメージソング
パソコンテレビGyaO開局1周年完全オリジナルドラマ『私の頭の中の消しゴム　アナザーレター』挿入歌
7. スローライフ
始めに収録されている川の音はわざわざ真戸原が撮りに行った。
8. 言葉
重いのが1曲欲しい、と作られた曲。作るのに一番時間がかからなかった（本人談）
アニメ『NIGHT HEAD GENESIS』エンディングテーマ曲
ベストアルバム「UNDER GRAPH」の初回盤Disc2にも収録された。
9. 枯れたサイレン
ライブで演奏されることの多い曲。
10. バースデーシグナル
『spring tour`06～素晴らしき日々は、何気ない九段下。～』で披露された曲。子供が生まれたスタッフとの会話や表情から作られた曲。
11. 真面目過ぎる君へ
4thシングル。インディーズ時代にもシングルとして発表されたものにアレンジを加えたもの。
パソコンテレビGyaO開局1周年完全オリジナルドラマ『私の頭の中の消しゴム　アナザーレター』主題歌
アンダーグラフのオールナイトニッポンエンディングテーマ曲
12. 恋奏花
1番ではドラムが使用されていない。

### Dics2 (初回限定盤のみ)
1. ユメノセカイ
2. 君の日、二月、帰り道
3. MC～純心サイクル
曲が終わってから約3分間ほど無音の状態が続き、最後に「ありがとう」という谷口奈穂子の言葉と観客の声援で終わる。

## 演奏
Disc 1
- 真戸原直人：Vocal, Guitar
- 阿佐亮介：Guitar, Chorus
- 中原一真：Bass, Chorus
- 谷口奈穂子：Drums, Chorus
- 島田昌典：All Keyboards & Programming
- 弦一徹ストリングス：Strings (#2)

Disc 2
- 真戸原直人：Vocal, Guitar
- 阿佐亮介：Guitar, Chorus
- 中原一真：Bass, Chorus
- 谷口奈穂子：Drums, Chorus
- 吉田とおる：Keyboards